# Gabriel Abratanski
Gabriel Abratanski (20 febbraio 1975) è un ex cestista uruguaiano.

## Carriera
Con l'Uruguay ha disputato i Campionati americani del 1999.